# Miðaftanshnjúkur
Miðaftanshnjúkur är en bergstopp i republiken Island. Den ligger i regionen Austurland, 400 km öster om huvudstaden Reykjavík. Toppen på Miðaftanshnjúkur är 919 meter över havet.
Trakten runt Miðaftanshnjúkur är nära nog obefolkad, med mindre än två invånare per kvadratkilometer. Närmaste större samhälle är Reyðarfjörður, omkring 13 kilometer nordväst om Miðaftanshnjúkur. Trakten runt Miðaftanshnjúkur består i huvudsak av gräsmarker.